# Grube Stahlberg
Die Grube Stahlberg war ein Eisenerzbergwerk im Gebiet des Hilchenbacher Ortsteils Müsen. Sie war vermutlich die älteste Grube im gesamten Siegerland, allerdings ohne urkundlichen Nachweis. Nachgewiesen war sie die älteste Eisenerzgrube im Gebiet.

## Gangmittel und Erzvorkommen
Die Erzlagerstätte des Stahlberges ist der Stahlberger Stock, ein mächtiges Spateisensteinlager. Es tritt am Stahlberg zu Tage und wurde hier erst im Tagebau gewonnen, dann mit Schächten soweit verfolgt, wie es technisch möglich war. Benannt ist der Berg nach der Qualität des Eisens, das sich aus diesem Erz herstellen ließ, dem Spateisenstein („Stahlstein“).
In den obersten Sohlen des Stocks fanden sich acht bauwürdige Trümmer. Drei von ihnen waren ca. 145 m lang und 12–55 m mächtig. Auf der Erbstollensohle ging die Länge auf 60 m, die Mächtigkeit auf 12–27 m zurück. In 146 m Teufe war der Gang nur noch 25 m lang und 3–4 m mächtig. Der Gang Heinrich Wilhelm war 55 m lang, 6–12 m mächtig und führte überwiegend Spateisenstein. Im Carolinen Gang kamen auf 50 m Länge neben Spateisenstein auch Kupfer- und Fahlerze. Die St. Friedrich & Bräser Gänge führten zusätzlich noch 1–1,5 m mächtiges Bleierz. Als Nebengestein traten Ton-, Grauwackenschiefer und Grauwacke auf.

## Geschichte

Kuxschein der Gewerkschaft Stahlberg vom 20. Januar 1931

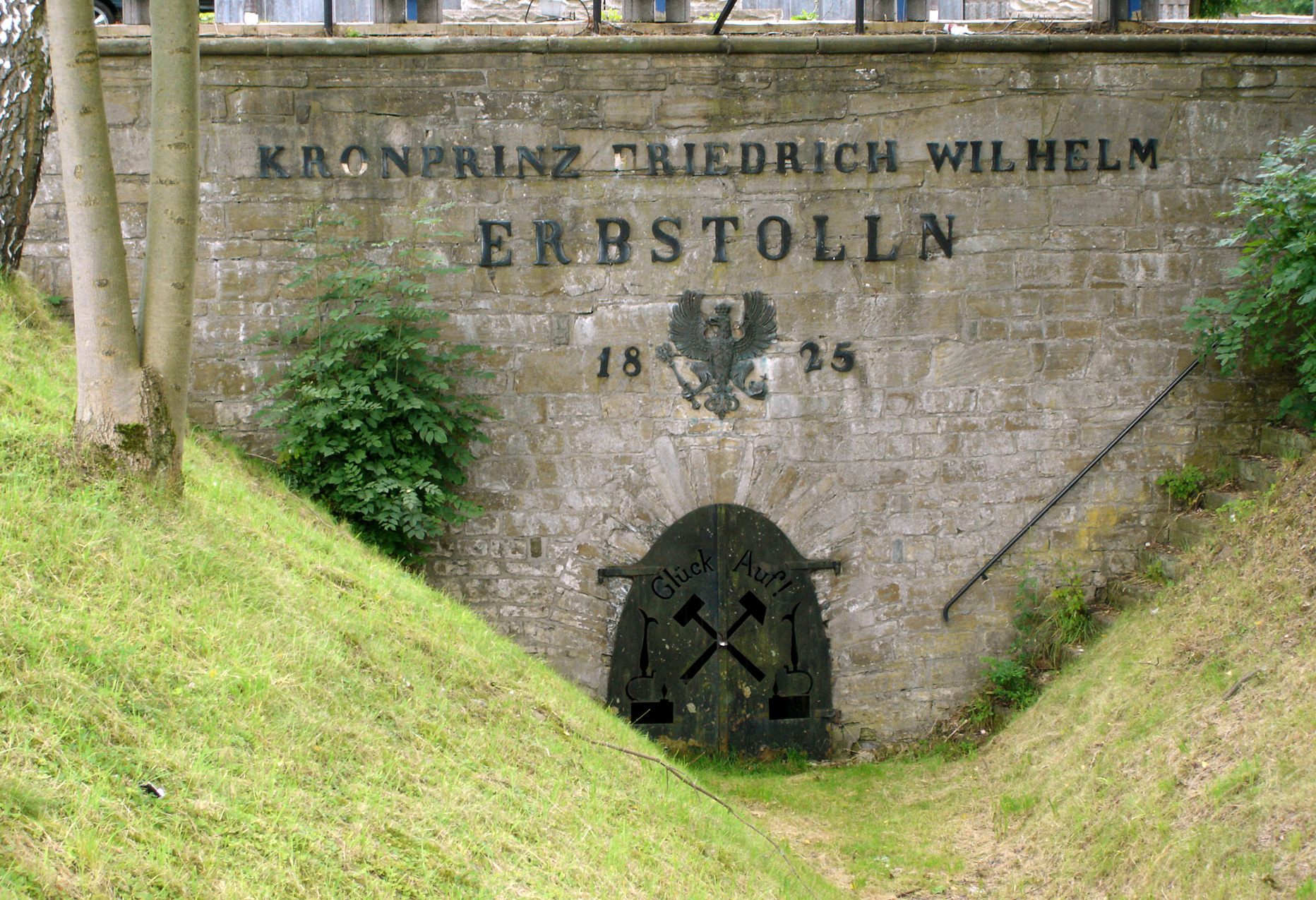
Friedrich-Wilhelm-Erbstollen

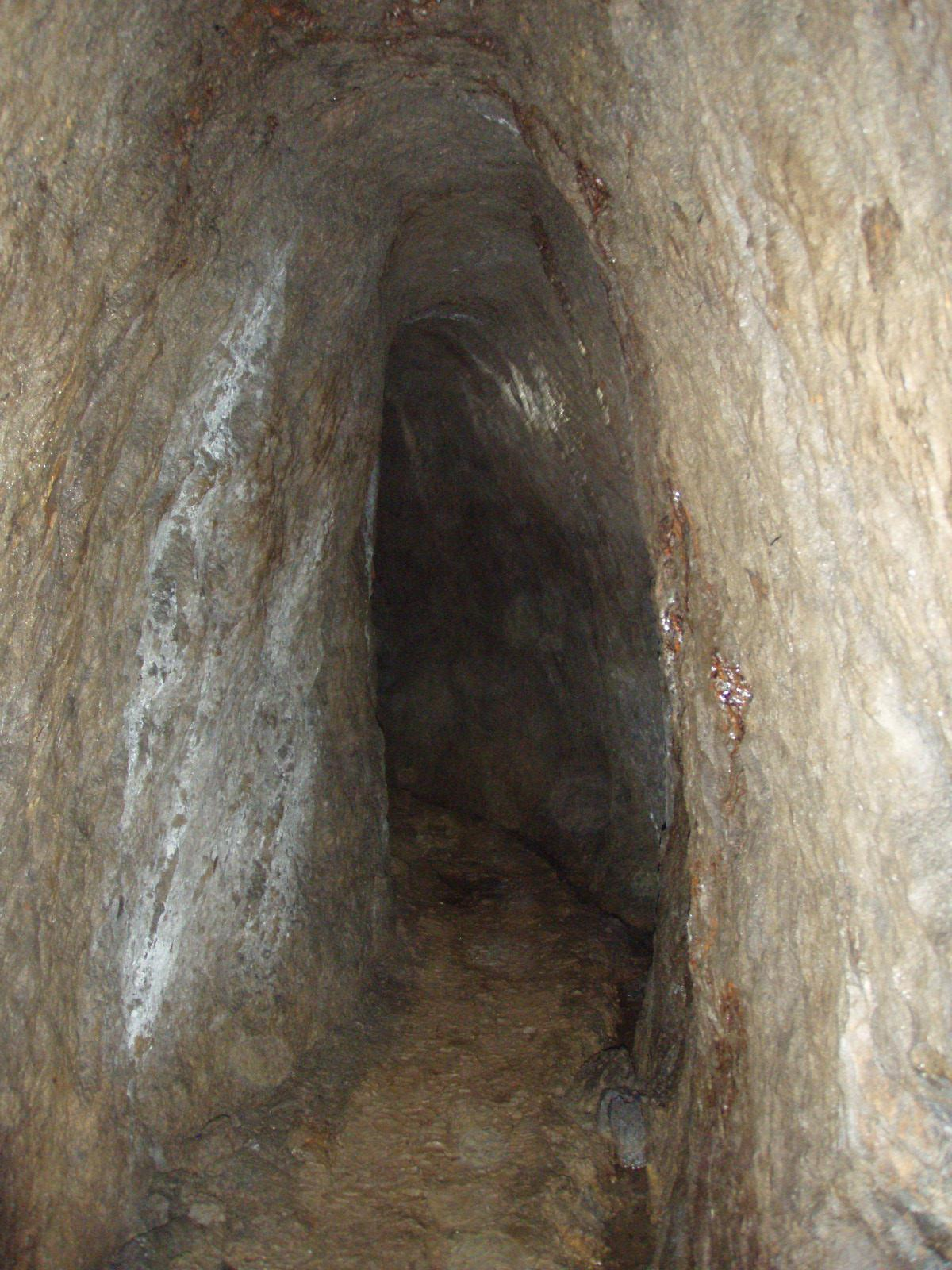
Stollen

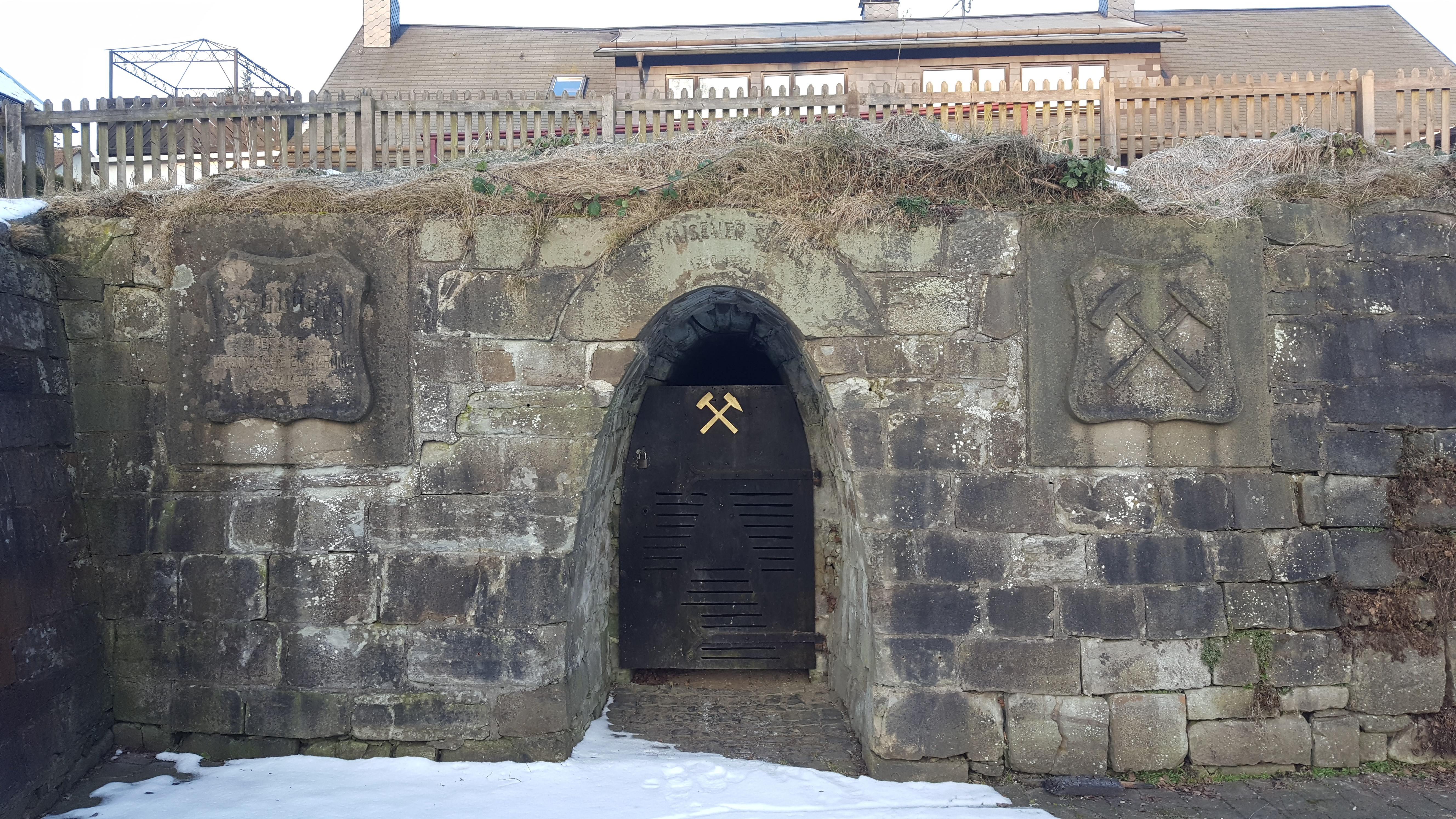
Tiefer Müsener Stollen

Die Grube etwa um 1900

Am 4. Mai 1313 wurde die Grube zum ersten Mal urkundlich erwähnt. Sie ist damit urkundlich eine der ältesten im Siegerland. 1611 wurde der Molzekuhler Stollen angelegt. 1631 schlossen sich die elf kleinen Gruben am Stahlberg zu der Gewerkschaft Müsener Stahlberg zusammen. Diese Konsolidation wurde durch ein gräfliches Edikt am 1. Mai 1648 genehmigt. Die Grube wurde in 312 Kuxe geteilt, die sich im Besitz der lokalen Hütten befanden. So besaß die Loher Rohstahlhütte 55 Kuxe, die Burgholdinghausener Hütte 52 Kuxe, die Allenbacher Hütte 54 Kuxe, die Dahlbrucher Hütte 55 Kuxe und die zwei Müsener Hütten 49 und 47 Kuxe. Diese Hütten hatten alleinig das Recht, das Eisenerz aus den Müsener Gruben zu verhütten, um daraus den guten Stahl herzustellen. 1836 besaß die Dahlbrucher Hütte 82 Kuxe und die beiden Müsener Hütten zusammen 123 Kuxe.
Zwischen 1740 und dem 5. Juni 1780 wurde im Ort Müsen der Tiefe Müsener Stollen als Erbstollen zur Entwässerung angelegt, da der Abbau immer mehr in die Tiefe ging. Bis Mitte des 18. Jahrhunderts wurde Erz über zwei Treibschächte und ca. 115 kg fassende Körbe gefördert. Erst dann wurde begonnen im Etagenbau abzubauen. Oberhalb des Stahlberger Erbstollens entstanden so 10 Etagen mit 10–12 m Höhe. Ab 1826 wurde in Kreuztal mit dem Bau des Kronprinz-Friedrich-Wilhelm-Erbstollen begonnen. Dieser traf in 144 m Tiefe auf den Stahlberger Schacht.
Bis zum Beginn des 19. Jahrhunderts gab es, aufgrund des hohen Alters, keine festen Grubenfeldgrenzen. Dies änderte sich erst nachdem das Siegerland preußisch wurde. Das Grubenfeld Stahlberg wurde am 26. November 1827 verliehen. Am 22. Oktober 1825 und am 26. Juni 1880 fanden Konsolidationen statt.
100 Jahre wurde Wasserkraft zur Förderung genutzt. Erz wurde per Hunden (Wagen) ab 1840 über den Stahlberger Erbstollen gefördert. Ab 1855 wurde mit der neu errichteten Dampfmaschine gefördert. Diese war, nach der Dampfmaschine der Grube Landeskrone bei Wilden, die zweite im Siegerland. Zu Ende des 19. Jahrhunderts lagen 5/6 der Kuxe des Stahlbergs in den Händen des Köln-Müsener Bergwerks-Vereins. Dieser hatte 1856 die staatlichen Anteile erworben. 1/6 der Kuxe besaß der Graf von Fürstenberg-Hedringen. 1905 wurde ein neuer Erzgang auf der 300-m-Sohle angefahren. Im Ersten Weltkrieg wurde eine neue Schachtanlage („Schacht II“) mit moderner Förderung und Röstanlagen eingerichtet, ab 1919 wurden die Anlagen genutzt. Ab 25. Oktober 1923 kam es zu einer vorübergehenden Stilllegung aufgrund der Weltwirtschaftskrise. Zu diesem Zeitpunkt arbeiteten 200 Bergleute in der Grube. 1929 wurde die 660-m-Sohle erreicht. Über eine Schmalspurbahn wurde das Erz bis zum Dahlbrucher Bahnhof gebracht. An diese Bahn waren auch die Rothenbacher Metallhütte, die Müsener Stahlhütte und die Grube Wilder Mann angeschlossen.
Die Gesamtteufe betrug 660 Meter, in der Grube arbeiteten bis zu 360 Belegschaftsmitglieder, zuletzt 152 Arbeiter und vier Angestellte. Am 31. März 1931 wurde die Grube Stahlberg stillgelegt.

### Stollen
- Kniggelwegger Oberer Stollen,  vor 1885
- Alter Stollen
- Molzekuhler Oberer Stollen, * 1611;  vor 1885
- Müsener Stollen (Stahlberger Erbstollen), 1740 bis 5. Juni 1780, Länge: 1144,5 Meter[2]
- Tiefer Stahlberger Erbstollen, * 1789
- Kronprinz-Friedrich-Wilhelm-Erbstollen, angelegt von 1825 bis 1875 bei Ernsdorf, Länge: 4000 Meter

### Schächte
- neuer Zechen-Schacht (vor 1611)[2]
- Backofen-Schacht (vor 1611)[2]
- Brässer-Schacht (vor 1611)[2]
- Hassen-Schacht (vor 1611)[2]
- Sürkesberger-Schacht (vor 1611)[2]
- Lammer-Schacht (vor 1611)[2]
- Schichtengrube, Teufe: 30–40 m
- St. Friedrich, * 1755. Er hatte eine Größe von 2 × 4 Metern und wurde nach der Stilllegung nicht verfüllt.
- Stahlberger Schacht, * 1708, Teufe: 312,2 m
- Schacht II, * zwischen 1916 und 1918;  1925, erreichte eine Teufe von 669,6 Metern.

### Förderung
| Jahr    | Fördermenge |
| ------- | ----------- |
| 1836    | 4.192 t     |
| 1863    | 16.702 t    |
| 1876/77 | 25.743 t    |
| 1877/78 | 13.340 t    |
| 1878/79 | 10.986 t    |
| 1885    | 1.476 t     |
| 1900    | 2.312 t     |

| Jahr | Fördermenge |
| ---- | ----------- |
| 1910 | 32.043 t    |
| 1915 | 51.183 t    |
| 1917 | 59.988 t    |
| 1926 | 44.400 t    |
| 1929 | 47.000 t    |
| 1930 | 62.091 t    |
| 1931 | 16.187 t    |

In den Jahren 1780–87 wurden knapp 1.240 t Eisenstein gefördert. Allein im Jahr 1836 lag die Förderung bereits bei 4.192 t. Bis in die frühen 1870er Jahre ging diese Rate kontinuierlich bergauf, fiel aber bis 1885 auf nur 1.476 t ab. Diese Förderrate blieb bis zum Aufschluss neuer Erzvorräte. Nach dem Aufschluss wurde 1930 die größte Jahresförderung der Grube mit knapp 62.000 t Spateisenstein erreicht. Bis zur Stilllegung im Jahr 1931 wurden knapp 2,1 Mio. t Roherz gefördert.
Während noch im Geschäftsjahr 1876/77 nur 1.816 t Metallerze gewonnen wurden, stieg diese Zahl ein Jahr später auf 5.859 t und wiederum ein Jahr später auf 18.072 t an. Um 1900 wurden noch 3.946 t Zinkblende, 452 t Bleiglanz und 173 t Kupfererze gefördert, diese Zahl sank bis Ende des Ersten Weltkrieges gegen Null ab.
Aus 100 kg Bleierz konnten 60–80 g Silber und bis zu 73 % Blei gewonnen werden. Dieselbe Menge Kupferkies enthielt nur bis zu 30 % Kupfer, dafür enthielten 100 kg Fahlerz knapp 980 g Silber.

## Konsolidationsgruben
Folgende Gruben wurden im Gebiet der Grube Stahlberg angelegt oder der Grube angeschlossen:
- Hermannberg, * 1611
- Auf der hohen Grube, * 1463, ab 1611 Hochgrube
- Luftgrube, * 1611, auch Zechengrube genannt
- Neue Zeche, * 1611
- Sürkesberg, * 1611